# John Møller (Fotograf)
John „Ujût“ Peter Christian Møller (* 19. November 1867 in Nuuk; † 9. Juli 1935 ebenda) war ein grönländischer Fotograf, Buchdrucker, Dolmetscher, Ornithologe, Expeditionsteilnehmer und Landesrat.

## Leben

### Jugend und Ausbildung
John Møller war der älteste Sohn des Buchdruckers Lars Møller (1842–1926) und dessen Frau Louise Malene Kristiane Rasmussen (1847–1928). Sein jüngerer Bruder war der Zeichner und Maler Stephen Møller (1882–1909).
John Møller half bereits vor seiner Konfirmation seinem Vater in der von Hinrich Johannes Rink gegründeten Druckerei von Nuuk. 1881 begann er dort auf Wunsch seines Vaters eine Ausbildung, obwohl er viel lieber Jäger geworden wäre. Im Alter von 15 Jahren erhielt er sein erstes Kajak. 1887 fuhr er an Bord der Ceres nach Dänemark, um sich dort weiterausbilden zu lassen. Auf dem Schiff lernte er die dänische Sprache und auf Wunsch von Inspektor Carl Julius Peter Ryberg wurde John Møller in Kopenhagen auch in Fotografie, Zinksatz und Klischeedruck unterrichtet. 1889 kehrte er auf der Hvidbjørnen nach Nuuk zurück. Bei seiner Ankunft fotografierte er Fridtjof Nansen, der gerade seine Grönlandexpedition beendet hatte. Er arbeitete fortan unter seinem Vater in der Druckerei. Durch Johns neu erworbene Kenntnisse wurden statt Lithografien nun Werke im Klischeedruck hergestellt. John Møller war in erster Ehe seit dem 3. November 1889 verheiratet mit Mariane Ingeborg Karitas Nielsen (1870–1913). Nach dem Tod seiner ersten Frau ehelichte er am 13. April 1914 Sofia Kristine Charlotte Kristiansen (1893–1929). Über seine Tochter Charlotte war er der Schwiegervater des Missionars Julius Olsen (1887–1972).

### Wirken als Fotograf
In der Druckerei richtete sich John Møller sein Fotografieatelier ein, Godthaabs photographiske Anstalt (grönländisch Nûngme tarrarssugkanik ássilialiorfik / Nuummi tarrasukkanik assilialiorfik). Er war der erste professionelle Fotograf Grönlands. Im Laufe der Jahrzehnte fertigte er hier mehrere Tausend Fotografien an, von denen heute noch etwa 3000 Fotoplatten erhalten sind. Die meisten Bilder sind in Johns Heimat- und Wirkensort Nuuk aufgenommen worden, während andere zumeist aus Südgrönland stammen. Diese wurden bis 1913 aufgenommen, wenn er als Dolmetscher für den südgrönländischen Inspektor mit diesem unterwegs war, wie bereits zuvor sein Vater.
Die häufigsten Motive in John Møllers Fotografien waren Einzel- oder Familienporträts. Andere zeigen Jäger bei der Arbeit in ihrem Kajak. Die letzte große Gruppe von Bildern zeigt Orte und Landschaften. Die Fotografien befinden sich im Grönländischen Nationalarchiv. Von 1954 bis 1955 wurden sie an die Dänische Königliche Bibliothek ausgeliehen, wo zwei Drittel von ihnen kopiert wurden. Anschließend wurden die Fotos von Kapitän Johannes Balle und seinem Neffen Bibliotheksberater Poul Edinger Balle zusammen mit Zeitzeugen auf ihre Motive hin gedeutet.
John Møllers Fotografien sind in zahlreichen wissenschaftlichen Büchern als Illustrationen zu finden. Zudem beschrieb er selbst in Knud Oldendows Traek af kolonien Godthaabs historie, 1728–1928 detailliert die früheren Verhältnisse Grönlands. Seine Werke wurden erstmals öffentlich gezeigt bei der Dansk Fotografisk Forening im Jahr 1894. Zum 100. Geburtstag der Druckerei fand zudem 1957 eine Ausstellung mit seinen Fotografien in der Dänischen Nationalbibliothek statt.

### Weiteres Wirken
John Møllers größtes Hobby blieb zeitlebens die Fischerei und Jagd. Bereits in seiner Jugend war er einmal pro Woche auf Kajakjagd und später fing er Robben, Weißfisch und Seehasen. Auch als Motorboote in Grönland aufkamen, setzte er sich weiter für die traditionelle Jagd per Kajak ein. Als Fischereiberater belebte er zudem die Buckelwaljagd in Grönland wieder.
Das andere große Hobby von John Møller war die Ornithologie. Er sammelte zahlreiche Vögel, stopfte sie eigenhändig aus und stiftete sie an Museen und Ausstellungen. Er lieferte somit auch Knud Oldendow das nötige Material für sein Buch Fugleliv i Grønland von 1933. 1925 begleitete er als Hobbyornithologe und Grönlandexperte Eiler Theodor Lehn Schiøler auf seiner Vogelexpedition durch Grönland und war Teilnehmer von The Oxford University Greenland Expedition 1928. Er wies 1907 erstmals die Eiderentenart Somateria mollissima dresseri und 1923 die erste Bartramia longicauda in Grönland nach.
Als politisch Interessierter war John Møller Mitglied der Forstanderskaber, bevor er 1911 erstmals in den Gemeinderat von Nuuk gewählt wurde. Zugleich erfolgte auch seine Wahl in den ersten südgrönländischen Landesrat, wo er für eine Amtszeit bis einschließlich 1916 blieb. 1915 wurde er bis 1919 im Gemeinderat wiedergewählt. Während dieser Zeit setzte er sich vor allem für bessere Bildung ein und initiierte 1922 das erste grönländische Jagdlehrbuch, an dem er selbst drei Kapitel zu Fischerei, Buckelwaljagd und Eiderentenfang beisteuerte.
1922 verließ Johns Vater die Druckerei im Alter von 80 Jahren und übergab die Leitung an seinen Sohn, von dem aus sie nach nur wenigen Wochen an Kristoffer Lynge weiterging. Im selben Jahr wurde das Fotografieatelier aus der Druckerei ausgelagert. 1927 ging John Møller in Rente. 1931 wurde er zum Dannebrogsmand ernannt. Zudem trug er die Kongelige Belønningsmedalje in Silber mit Krone. Er starb im Sommer 1935 im Alter von 67 Jahren bei einer Grippeepidemie.

## Illustrierte Werke
John Møllers Fotografien illustrieren unter anderem folgende Bücher:
- Søren Hansen: Bidrag til Vestgrønlandernes Anthropologi. In: Meddelelser om Grønland. Band 7, Nr. 6. Kopenhagen 1893, S. 163–250.
- Georg Carl Amdrup, Louis Bobé, Adolf Severin Jensen, Hans Peder Steensby (Hrsg.): Grønland i tohundredeaaret for Hans Egedes landing. C. A. Reitzel, Kopenhagen 1921.
- Daniel Bruun: Det høje nord: Færøernes, Islands og Grønlands udforskning. E. Bojesen, Kopenhagen 1902, ISBN 978-1-248-08524-0.
- Louis Bobé: Grønlandsbogen: Billeder efter fotografiske Optagelser. C. A. Reitzel, Kopenhagen 1921.
- Knud Rasmussen: Myter og Sagn fra Grønland II. Gyldendal, Kopenhagen 1924.
- Sophie Petersen: Grønland i hverdag og fest. C. A. Reitzel, Kopenhagen 1928.
- Knud Oldendow: Naturfredning i Grønland. Gad, Kopenhagen 1935.
- Knud Oldendow: Træk af Grønlands politiske historie: Grønlændernes egne samfundsorganer. Gad, Kopenhagen 1936.
- Knud Oldendow: Grønland: Folk og Land i vore Dage. Fremad, Kopenhagen 1936.
- Knud Oldendow: Træk af kolonien Godthaabs historie, 1728–1928. Sydgrønlands Bogtrykkeri, Nuuk 1928.